# Distretto di Tepebaşı
Il distretto di Tepebaşı (in turco Tepebaşı ilçesi) è uno dei distretti della provincia di Eskişehir, in Turchia. Fa parte del comune metropolitano di Eskişehir.

## Amministrazione

### Gemellaggi
- Salfit, dal 2018